# 1376
Il 1376 (MCCCLXXVI in numeri romani) è un anno bisestile del XIV secolo.

## Eventi
- Simone da Borsano (1310 - Nizza, 1381), Arcivescovo di Milano dal 1370 e Cardinale dal 20 dicembre 1375 rinuncia alla carica arcivescovile

## Nati
- 9 novembre - Edmondo Mortimer, nobile inglese († 1409)
- Yusuf III di Granada, sultano († 1417)
- Giovanni Aurispa, umanista, poeta e mercante italiano († 1459)
- Luigi I di Borbone-Vendôme, conte († 1446)
- Enrico VI di Gorizia, nobile († 1454)
- Piero di Luigi Guicciardini, politico italiano († 1441)
- Gérard Machet, cardinale e vescovo cattolico francese († 1448)
- Maria I d'Alvernia, nobile francese († 1437)
- Stefano Quadrio, condottiero italiano († 1438)
- Nicolas Rolin, diplomatico e mecenate francese († 1462)
- Philippe de Coëtquis, cardinale e arcivescovo cattolico francese († 1441)
- Sofia di Baviera, nobile tedesca († 1428)

## Morti
- 24 gennaio - Richard FitzAlan, X conte di Arundel, nobile e militare inglese (n. 1306)
- 19 febbraio - Giovanni II di Oświęcim, duca
- 8 giugno - Edoardo il Principe Nero, nobile britannico (n. 1330)
- 22 luglio - Simon Langham, cardinale e arcivescovo cattolico britannico
- 4 settembre - Jean de Bussière, cardinale francese
- 7 settembre - Giovanni III di Grailly, condottiero francese (n. 1330)
- 19 novembre - Pierre de la Jugée, cardinale e arcivescovo cattolico francese (n. 1319)
- 3 dicembre - Francesco Albergotti, giurista italiano (n. 1304)
- Niccolò Cicerchia, religioso e scrittore italiano (n. 1335)
- Giovanni d'Arborea, nobile (n. 1320)
- Federico Gonzaga di Luigi I, condottiero italiano

## Calendario
| Calendario 1376 | Calendario 1376 | Calendario 1376 | Calendario 1376 | Calendario 1376 | Calendario 1376 | Calendario 1376 | Calendario 1376 | Calendario 1376 | Calendario 1376 | Calendario 1376 | Calendario 1376 | Calendario 1376 | Calendario 1376 | Calendario 1376 | Calendario 1376 | Calendario 1376 | Calendario 1376 | Calendario 1376 | Calendario 1376 | Calendario 1376 | Calendario 1376 | Calendario 1376 | Calendario 1376 | Calendario 1376 | Calendario 1376 | Calendario 1376 | Calendario 1376 | Calendario 1376 | Calendario 1376 | Calendario 1376 | Calendario 1376 | Calendario 1376 |
| --------------- | --------------- | --------------- | --------------- | --------------- | --------------- | --------------- | --------------- | --------------- | --------------- | --------------- | --------------- | --------------- | --------------- | --------------- | --------------- | --------------- | --------------- | --------------- | --------------- | --------------- | --------------- | --------------- | --------------- | --------------- | --------------- | --------------- | --------------- | --------------- | --------------- | --------------- | --------------- | --------------- |
|                 | 1               | 2               | 3               | 4               | 5               | 6               | 7               | 8               | 9               | 10              | 11              | 12              | 13              | 14              | 15              | 16              | 17              | 18              | 19              | 20              | 21              | 22              | 23              | 24              | 25              | 26              | 27              | 28              | 29              | 30              | 31              |                 |
| Gennaio         | Ma              | Me              | Gi              | Ve              | Sa              | Do              | Lu              | Ma              | Me              | Gi              | Ve              | Sa              | Do              | Lu              | Ma              | Me              | Gi              | Ve              | Sa              | Do              | Lu              | Ma              | Me              | Gi              | Ve              | Sa              | Do              | Lu              | Ma              | Me              | Gi              |                 |
| Febbraio        | Ve              | Sa              | Do              | Lu              | Ma              | Me              | Gi              | Ve              | Sa              | Do              | Lu              | Ma              | Me              | Gi              | Ve              | Sa              | Do              | Lu              | Ma              | Me              | Gi              | Ve              | Sa              | Do              | Lu              | Ma              | Me              | Gi              | Ve              |                 |                 |                 |
| Marzo           | Sa              | Do              | Lu              | Ma              | Me              | Gi              | Ve              | Sa              | Do              | Lu              | Ma              | Me              | Gi              | Ve              | Sa              | Do              | Lu              | Ma              | Me              | Gi              | Ve              | Sa              | Do              | Lu              | Ma              | Me              | Gi              | Ve              | Sa              | Do              | Lu              |                 |
| Aprile          | Ma              | Me              | Gi              | Ve              | Sa              | Do              | Lu              | Ma              | Me              | Gi              | Ve              | Sa              | Do              | Lu              | Ma              | Me              | Gi              | Ve              | Sa              | Do              | Lu              | Ma              | Me              | Gi              | Ve              | Sa              | Do              | Lu              | Ma              | Me              |                 |                 |
| Maggio          | Gi              | Ve              | Sa              | Do              | Lu              | Ma              | Me              | Gi              | Ve              | Sa              | Do              | Lu              | Ma              | Me              | Gi              | Ve              | Sa              | Do              | Lu              | Ma              | Me              | Gi              | Ve              | Sa              | Do              | Lu              | Ma              | Me              | Gi              | Ve              | Sa              |                 |
| Giugno          | Do              | Lu              | Ma              | Me              | Gi              | Ve              | Sa              | Do              | Lu              | Ma              | Me              | Gi              | Ve              | Sa              | Do              | Lu              | Ma              | Me              | Gi              | Ve              | Sa              | Do              | Lu              | Ma              | Me              | Gi              | Ve              | Sa              | Do              | Lu              |                 |                 |
| Luglio          | Ma              | Me              | Gi              | Ve              | Sa              | Do              | Lu              | Ma              | Me              | Gi              | Ve              | Sa              | Do              | Lu              | Ma              | Me              | Gi              | Ve              | Sa              | Do              | Lu              | Ma              | Me              | Gi              | Ve              | Sa              | Do              | Lu              | Ma              | Me              | Gi              |                 |
| Agosto          | Ve              | Sa              | Do              | Lu              | Ma              | Me              | Gi              | Ve              | Sa              | Do              | Lu              | Ma              | Me              | Gi              | Ve              | Sa              | Do              | Lu              | Ma              | Me              | Gi              | Ve              | Sa              | Do              | Lu              | Ma              | Me              | Gi              | Ve              | Sa              | Do              |                 |
| Settembre       | Lu              | Ma              | Me              | Gi              | Ve              | Sa              | Do              | Lu              | Ma              | Me              | Gi              | Ve              | Sa              | Do              | Lu              | Ma              | Me              | Gi              | Ve              | Sa              | Do              | Lu              | Ma              | Me              | Gi              | Ve              | Sa              | Do              | Lu              | Ma              |                 |                 |
| Ottobre         | Me              | Gi              | Ve              | Sa              | Do              | Lu              | Ma              | Me              | Gi              | Ve              | Sa              | Do              | Lu              | Ma              | Me              | Gi              | Ve              | Sa              | Do              | Lu              | Ma              | Me              | Gi              | Ve              | Sa              | Do              | Lu              | Ma              | Me              | Gi              | Ve              |                 |
| Novembre        | Sa              | Do              | Lu              | Ma              | Me              | Gi              | Ve              | Sa              | Do              | Lu              | Ma              | Me              | Gi              | Ve              | Sa              | Do              | Lu              | Ma              | Me              | Gi              | Ve              | Sa              | Do              | Lu              | Ma              | Me              | Gi              | Ve              | Sa              | Do              |                 |                 |
| Dicembre        | Lu              | Ma              | Me              | Gi              | Ve              | Sa              | Do              | Lu              | Ma              | Me              | Gi              | Ve              | Sa              | Do              | Lu              | Ma              | Me              | Gi              | Ve              | Sa              | Do              | Lu              | Ma              | Me              | Gi              | Ve              | Sa              | Do              | Lu              | Ma              | Me              |                 |